# Jones and the Lady Book Agent
Jones and the Lady Book Agent é um filme mudo norte-americano de 1909 em curta-metragem, do gênero comédia, dirigido por D. W. Griffith.

## Elenco
- John R. Cumpson ... Edward Jones
- Florence Lawrence ... Mrs. Jones
- Mack Sennett ... Dick Smith
- Flora Finch